# Alexandra Vela
 Alexandra Blanca Vela Puga là một luật sư và chính trị gia người gốc Ecuador đến từ El Salvador. Cô hiện là trưởng khoa của Khoa Luật tại Đại học Châu Mỹ Ecuador.

## Tiểu sử
Alexandra Vela được sinh ra từ cha mẹ người Ecuador ở El Salvador. Cô học luật tại Đại học Lima và Đại học Công giáo Santiago de Guayaquil. Năm 1997, cô trở thành một trong những thành viên sáng lập của Liên minh Dân chủ Cơ đốc giáo ở Ecuador. Vera đã trở thành Tham mưu trưởng của Jaime Roldós Aguilera năm 1978, giữ chức vụ này cho đến khi cái chết Roldós của năm 1981, và sau đó phục vụ như là phụ tá của hành chính công để Osvaldo Hurtado cho đến cuối nhiệm kỳ tổng thống của ông.
Vela đã phục vụ hai nhiệm kỳ bốn năm với tư cách là Metropolitan Council of Quito  từ năm 1988 đến 1996. Sau đó, cô được bầu vào Quốc hội Ecuador để đại diện cho CDU và tỉnh Pichincha. Trong giai đoạn này, cô đã kiện tổng thống Abdalá Bucaram sau đó vì tội phỉ báng sau khi ông cáo buộc Vera đã đánh cắp các tài liệu quan trọng đối với cuộc điều tra về cái chết của cựu tổng thống Jaime Roldós Aguilera. Tòa án tối cao của Ecuador đã ra phán quyết ủng hộ Vera vào năm 1998 và kết án Bucaram hai năm tù, nhưng đến lúc này ông đã trốn đến tị nạn ở Panama.
Từ 1997 đến 1998, Vera giữ chức Phó chủ tịch Quốc hội. Cô đã từ chức từ ghế này để tham gia Constituent Assembly of Ecuador of 1997 and 1998, chịu trách nhiệm soạn thảo Constitution of Ecuador (1998).
Sau sự sụp đổ của chính phủ Jamil Mahuad và sự tan rã của khối CDU trong Quốc hội, Vela trở thành một phần của Phong trào Tổ chức Đoàn kết của Osvaldo Hurtado. Cô sẽ không thành công trong việc giành được một ghế trong Ecuadorian legislative election, 2002.

## Trích dẫn
1. ↑  “ALEXANDRA VELA PUGA”. derecho.udla.edu.ec. University of the Americas Ecuador. Bản gốc lưu trữ ngày 25 tháng 7 năm 2019. Truy cập ngày 12 tháng 11 năm 2017.
2. 1 2 3  Alcántara Sáez 2001.
3. 1 2  “CURRICULUM VITAE ALEXANDRA VELA”. Hoy (bằng tiếng Tây Ban Nha). 6 tháng 6 năm 1997. Lưu trữ bản gốc ngày 17 tháng 12 năm 2013. Truy cập ngày 17 tháng 12 năm 2013.Quản lý CS1: bot: trạng thái URL ban đầu không rõ (liên kết)
4. ↑  “Al borde del 2000”. Hoy (bằng tiếng Tây Ban Nha). Lưu trữ bản gốc ngày 22 tháng 11 năm 2012. Truy cập ngày 17 tháng 12 năm 2013.Quản lý CS1: bot: trạng thái URL ban đầu không rõ (liên kết)
5. ↑  “La historia de las mujeres en la Asamblea”. El Comercio (bằng tiếng Tây Ban Nha). 22 tháng 11 năm 2013. Bản gốc lưu trữ ngày 19 tháng 12 năm 2013. Truy cập ngày 17 tháng 12 năm 2013.
6. ↑  “La Democracia Popular no le teme a Abdalá dice Rivera”. Hoy (bằng tiếng Tây Ban Nha). Bản gốc lưu trữ ngày 19 tháng 12 năm 2013. Truy cập ngày 17 tháng 12 năm 2013.
7. ↑  “Bucaram con dos años de prisión”. Hoy (bằng tiếng Tây Ban Nha). 11 tháng 6 năm 1998. Lưu trữ bản gốc ngày 19 tháng 12 năm 2013. Truy cập ngày 17 tháng 12 năm 2013.Quản lý CS1: bot: trạng thái URL ban đầu không rõ (liên kết)
8. ↑  “El Loco: I'm not that crazy”. CBS News. 8 tháng 8 năm 2001. Truy cập ngày 12 tháng 11 năm 2017.
9. ↑  “Eligen Vicepresidente del Congreso”. Hoy (bằng tiếng Tây Ban Nha). 14 tháng 10 năm 1997. Lưu trữ bản gốc ngày 19 tháng 12 năm 2013. Truy cập ngày 17 tháng 12 năm 2013.Quản lý CS1: bot: trạng thái URL ban đầu không rõ (liên kết)
10. ↑  “Los ex DP se incorporan a Patria Solidaria”. La Hora. 3 tháng 2 năm 2002. Truy cập ngày 17 tháng 12 năm 2013.
11. ↑  “Resultados electorales - Diputados”. Hoy. tháng 11 năm 2002. Lưu trữ bản gốc ngày 16 tháng 12 năm 2013. Truy cập ngày 14 tháng 12 năm 2013.Quản lý CS1: bot: trạng thái URL ban đầu không rõ (liên kết)